# Notophthiracarus echinus
Notophthiracarus echinus är en kvalsterart som först beskrevs av Balogh 1964.  Notophthiracarus echinus ingår i släktet Notophthiracarus och familjen Phthiracaridae. Inga underarter finns listade i Catalogue of Life.